# La Vie Electronique 12
La Vie Electronique 12 (LVE12)is een verzamelalbum van Klaus Schulze. 
In de reeks La Vie Electronique verschenen allerlei losse opnamen, die Schulze ten tijde van het uitvoeren niet kwijt kon op zijn reguliere uitgaven. Aflevering 12 bevat slechts twee stukken muziek, die in eerste instantie bedoeld waren voor een film en een stichting tegen alcoholverslaving. Beide stukken vormden de basis van de verzamelbox Silver Edition, die in 1994 verscheen. Op deze drie compact discs is alleen Schulze te horen.  

## Muziek

### Picasso geht spazieren
De twee eerste cd’s zijn gevuld met filmmuziek bestemd voor een film, waarvan de maker niet met geld over de brug kwam. Schulze laste alle stukjes die hij had gecomponeerd aan elkaar tot Picasso geht spazieren (Picasso gaat wandelen). Er ontstond zo een nummer van in totaal meer dan 153 minuten muziek. Het zou het langste nummer van Schulze blijven (gegevens 2017). 
| Nr. | Titel                                                    | Duur  |
| --- | -------------------------------------------------------- | ----- |
| 1.  | First movement (The valley of wild flowers)              | 6:16  |
| 2.  | First movement (Night owls)                              | 2:35  |
| 3.  | First movement (Einheimische Kentauren)                  | 9:22  |
| 4.  | First movement (Treibsand)                               | 2:08  |
| 5.  | First movement (Flying elephants)                        | 3:47  |
| 6.  | First movement (Creative chaos)                          | 17:29 |
| 7.  | First movement (Gezämtes Feuer)                          | 8:16  |
| 8.  | First movement (Consider the lilies)                     | 2:35  |
| 9.  | First movement (O great blind horses)                    | 9:22  |
| 10. | First movement (Roses of shadow)                         | 5:54  |
| 11. | First movement (Unsere Erde ist vielleicht ein Weibchen) | 12:52 |

| Nr. | Titel                                                      | Duur |
| --- | ---------------------------------------------------------- | ---- |
| 1.  | Second movement (The forest of dreams)                     | 7:07 |
| 2.  | Second movement (Geheimnis des Wassers)                    | 8:27 |
| 3.  | Third movement (Der Wal in Wut)                            | 7:48 |
| 4.  | Third movement (Angora love)                               | 6:01 |
| 5.  | Third movement (Les feuilles mortes)                       | 8:50 |
| 6.  | Third movement (Wilde Blume)                               | 3:17 |
| 7.  | Third movement (Die lebendigen Pflanzen)                   | 5:30 |
| 8.  | Third movement (Je suis comme je suis)                     | 5:02 |
| 9.  | Third movement (The fish doesn’t know water)               | 5:57 |
| 10. | Third movement (Ohne Schein der Anstrengung)               | 3:26 |
| 11. | Third movement (Vergebliche Delikatesse)                   | 7:18 |
| 12. | Third movement (Réel et surréel (je suis comme je suis 2)) | 7:01 |

### The Music box
The Music box, werktitel Meditation I, had in eerste instantie een langere titel: The music box – Tongemälde in f-moll, maar die sneuvelde. Inspiratie voor dit bijna 80 minuten durende nummer haalde Schulze uit The Music Box, film van Laurel & Hardy.

| Nr. | Titel                                              | Duur  |
| --- | -------------------------------------------------- | ----- |
| 1.  | The music box (The Music box)                      | 5:42  |
| 2.  | The music box (Awake, my soul)                     | 5:40  |
| 3.  | The music box (Höre die uralten Worte)             | 2:50  |
| 4.  | The music box (O che sciagura d’essere senza cogl) | 8:32  |
| 5.  | The music box (Rechts launisch)                    | 11:23 |
| 6.  | The music box (Wir sind sehr wenige)               | 14:13 |
| 7.  | The music box (Fire is water falling upwards)      | 11:23 |
| 8.  | The music box (Wittgenstein!)                      | 3:10  |
| 9.  | The music box (Übrigens sterben immer die anderen) | 2:48  |
| 10. | The music box (And what about a zebra)             | 2:52  |
| 11. | The music box (The mental jukebox)                 | 2:51  |
| 12. | The music box (Fade away)                          | 7:46  |